# 支倉常長メモリアルパーク
支倉常長メモリアルパーク（はせくらつねながメモリアルパーク、英語: Hasekura Tunenaga Memorial Park）は、宮城県黒川郡大郷町にある公園である。

## 概要
大郷町南西部で宮城県道40号利府松山線の西、おおさとゴルフ倶楽部の南に位置する記念公園で、江戸時代、慶長18年（1613年）伊達政宗の命をうけ、スペインやローマに渡った支倉常長の墓周辺を公園とした。入り口には支倉常長の銅像が建てられている。園内の看板で「常長の軌跡」と題して、地図とイラストで簡単に解説していて、常長の義弟・支倉新右衛門常次の墓もある。

## 周辺施設・見所
- 道の駅おおさと（大郷ふるさとプラザ）
- 郷郷ランド
- ボートピア大郷・オフト大郷
- マリア観音
- 大窪城址公園
- 勢見ヶ森公園
- 築館公園
- 松島チサンカントリークラブ（大郷コース）
- おおさとゴルフ倶楽部
- 松島国際カントリークラブ

## アクセス
- JR東北本線松島駅から車で20分
- 東北自動車道大和ICから車で20分
- 三陸沿岸道路松島大郷ICから車で15分 
  - 駐車場 普通車11台無料